# Fixing a Hole
Fixing a Hole (englisch für „ein Loch stopfend“) ist ein Lied der britischen Rockband The Beatles, das als fünfter Titel der LP Sgt. Pepper’s Lonely Hearts Club Band am 1. Juni 1967 veröffentlicht wurde. Als Copyright-Inhaber sind Paul McCartney und John Lennon angegeben.

## Hintergrund
Eine Anekdote besagt, das Lied beziehe sich auf Reparaturarbeiten von McCartney auf seiner Farm in Schottland. Auch wurde behauptet, Fixing a Hole handele von Heroin. Paul McCartney sagte, dies sei ein Lied gegen die Haltung selbstgerechter Spießer, die sich über Müßiggang mokierten.
In einem 1968 geführten Interview sagte McCartney, das Lied sei „über das Loch in der Straße, wo der Regen eindringen kann, eine gute alte Analogie – das Loch in Deinem Make-up, das den Regen hinein lässt und den Geist davon abhält, hinzugehen, wohin er will“. Er führte weiter aus, dass die folgenden Zeilen sich auf die Fans bezogen, die Tag und Nacht vor seinem Haus abhingen und deren Aktionen er abstoßend fand:

“See the people standing there
who disagree, and never win
And wonder why they don’t get in my door”

Eine weitere Assoziation bietet McCartney mit einem Vergleich mit dem Ausfüllen eines (schwarzen) Loches beim Komponieren eines Songs. Das physische Phänomen eines Loches, das erstmals erlebte, nachdem der „Acid“ genommen hatte, sei jedoch gemäß McCartney der wichtigste Anstoß gewesen sei.

## Aufnahmen
Die Aufnahmen für diese im Wesentlichen von Paul McCartney geschaffene Komposition fanden am 9. Februar 1967 in den Londoner Regent Sound Studios und am 21. Februar 1967 in den Abbey Road Studios (Studio 2) mit dem Produzenten George Martin statt. Geoff Emerick war der Toningenieur der Aufnahmen. Die Beatles waren am 9. Februar zum ersten Mal seit ihrer Vertragsunterzeichnung bei Parlophone gezwungen, in einem anderen Studio zu arbeiten, da die Abbey Road Studios für jenen Tag komplett ausgebucht waren. George Martin spielte bei der Aufnahme ein Cembalo. Der verzerrte und schrille Klang des von George Harrison gespielten Gitarrensolos wurde durch einen übersteuerten Verstärker erzielt. Mit nur zwei Aufnahmetagen war diese Produktion eine der kürzesten des Albums.
Es wurde eine Monoabmischung am 21. Februar 1967 und eine Stereoabmischung am 7. April hergestellt. Die Monoversion ist einige Sekunden länger im Vergleich zur gängigen Stereoversion.
Besetzung:
- John Lennon: Bass, Hintergrundgesang
- Paul McCartney: Bass, Leadgitarre, Cembalo, Gesang
- George Harrison: Leadgitarre, Hintergrundgesang
- Ringo Starr: Schlagzeug, Maracas
- George Martin: Cembalo

## Veröffentlichung
- Am 30. Mai 1967 erschien in Deutschland das 12. Beatles-Album Sgt. Pepper’s Lonely Hearts Club Band, auf dem Fixing a Hole enthalten ist. In Großbritannien wurde das Album am 26. Mai veröffentlicht, dort war es das neunte Beatles-Album. In den USA erschien das Album sechs Tage später, am 1. Juni, dort war es das 14. Album der Beatles.
- Am 26. Mai 2017 erschien die 50-jährige Jubiläumsausgabe des von Giles Martin und Sam Okell neuabgemischten Albums Sgt. Pepper’s Lonely Hearts Club Band (Super Deluxe Box), auf dieser befinden sich, neben der Monoversion, die bisher unveröffentlichten Versionen (Take 1) und (Speech And Take 3) von Fixing a Hole.